# Yunying
Yunying(韞穎), hedersnamn Ruixiu (蕊秀), även kallad Jin Ruixiu (金蕊秀), född 1913, död 1992, var en kinesisk prinsessa, syster till Kinas sista kejsare, Puyi.

## Biografi
Yunying var dotter till prins Zaifeng och Youlan. Hon var som tredje syster till Puyi känd som just "Tredje Syster" eller "Tredje Fröken". 
Liksom en stor del av Puyis övriga familj följde hon honom till Manchuriet då han 1934 utropades av japanerna till kejsare över Manchukuo. Yunying beskrivs som vacker och godhjärtad. Puyi nämner i sin självbiografi att hon var loj och bortskämd och sysselsatte sig med meningslösheter och främst var intresserad av att ställa sig in hos honom. Då kejsaren gav någon annan i familjen en gåva, ska hon ha avkrävt honom en likadan. Hon ska senare i livet ha sagt om denna period: "Vad var jag förut? Bara ett prydnadsföremål!." 
Yunying gifte sig 1936 med den manchuiske adelsmannen Gobulo Runqi (郭布羅·潤麒), med vilken hon fick tre barn. Äktenskapet var arrangerat, men blev med tiden lyckligt. Gobulo Runqi var hennes svåger, bror till kejsarinnan Wanrong, och hade varit Puyis lekkamrat. Maken var löjtnant och professor på en militäranstalt.  
Vid Sovjets invasion av Manchuriet i augusti 1945 evakuerades hon med Puyis övriga familj och hov med tåg från huvudstaden Changchun till Dalizigou. Då sällskapet skulle ta sig vidare med flyg till Mukden valde Puyi ut endast två av sina systrar, sin bror, tre brorsöner, sin livläkare och en tjänare att göra honom sällskap, eftersom planet inte rymde fler. 
Yunyings make tillfångatogs och tillbringade tio år i fängelse innan han frigavs 1955. Yunying blev kvar i Tonghua på grund av ett sjukt barn och kunde inte återvända till Peking med resten av familjen. Hon var rädd för att de värdeföremål hon tagit med sig skulle upptäckas och livnärde sig en tid på att sälja begagnade kläder i ett tobaksstånd. 
År 1948 återvände hon till Peking. När kommunisterna tog makten 1949 deltog Yunying i gatumöten. På grund av sina tidigare kontakter med både Folkets befrielsearmé och folkregeringen under sin tid i Manchuriet blev hon vald till förtroendeuppdrag i gatukommittén. Som förtroendevald engagerade hon sig särskilt för den nya äktenskapslagen. Hon avled i cancer 1992.